# Jamataka
Jamataka is een dorp in het district Central in Botswana. De plaats telt 650 inwoners (2011).